# Distretto di Medjedel
Il distretto di Medjedel è un distretto della Provincia di M'Sila, in Algeria.

## Comuni
Il distretto di Medjedel comprende 2 comuni:
- Medjedel
- Ouled Atia